# 1851 aux États-Unis
Pour des articles plus généraux, voir Chronologie des États-Unis et 1851.
Chronologie des États-Unis
- 1847
- 1848
- 1849
- 1850
- 1851
- 1852
- 1853
- 1854
- 1855

Cette page concerne des événements d'actualité qui se sont produits durant l'année 1851 du calendrier grégorien aux États-Unis.

## Gouvernement
- Président : Millard Fillmore (Whig)
- Vice-président : vacant
- Secrétaire d'État : Daniel Webster (Whig)
- Chambre des représentants - Président : Howell Cobb Démocrate jusqu'au 4 mars puis Linn Boyd Démocrate à partir du 1er décembre

## Événements
- 23 janvier : un pile ou face détermine si le nom d'une nouvelle ville dans l'Oregon sera nommé d'après Boston ou Portland (Maine), Portland gagne.
- 24 janvier : fondation de l’Université d'État de Floride[1].
- 28 janvier : fondation de l’université du Northwestern située à Evanston en banlieue nord de Chicago, dans l'État de l'Illinois.
- 31 janvier : invention du lait en poudre par Gail Borden[2].
- 10 février : fondation de la compagnie de chemin de fer Illinois Central Railroad.

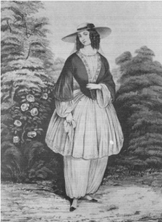
Le costume Bloomer

- Février[3] : dans sa revue féministe The Lily, Amelia Bloomer conseille aux femmes de porter un certain type de jupes et de culottes courtes pour se libérer des encombrantes robes traditionnelles[4].
- 1er avril : fondation à Rochester de la New York and Mississippi Valley Printing Telegraph Company, à l’origine de la Western Union[5].
- 9 avril : fondation de San Luis (Colorado), la plus vieille ville du Colorado.
- 28 avril : fondation de l’Université de Santa Clara, université privée situé à Santa Clara, en Californie. Elle est fondée par la Compagnie de Jésus.
- Mi-mai à mi-juillet : grandes inondations à travers le Midwest.
- 3 juin : les New York Knickerbockers s'imposent 21-10 face au Washington Club[6].
- 9 juin : constitution du premier Committee of Vigilance à San Francisco[7].
- 15 juin : à Baltimore, Jacob Fussell commence à produire de la crème glacée en quantités industrielles[8].
- 17 juin ; nouveau succès des New York Knickerbockers contre le Washington Club : 22-20[6].
- 22 juin : un grand incendie éclate à San Francisco et détruit 500 bâtiments.
- 10 juillet : fondation du California Wesleyan College, future Université du Pacifique, à Santa Clara (Californie).
- 23 juillet : signature du traité de la Traverse des Sioux. Les Sioux cèdent au gouvernement des États-Unis toutes les terres qu’ils occupaient jusqu’alors dans l’Iowa, ainsi qu’une grande partie de celle du Minnesota[9].
- 4 août : la Constitution de l'Indiana est adoptée. Elle prend effet le 1er novembre[10].
- 12 août : Isaac Merrit Singer dépose le brevet de la première véritable machine à coudre[11].
- Septembre : des Sioux Tétons, affamés, tuent une vache appartenant à un colon. Les coupables sont arrêtés, les Tétons qui manifestent sont dispersés mais reviennent pour s’emparer du stock de viandes du fort Laramie. Washington envoie 1200 hommes dirigés par le général Harney. 136 Tétons sont tués.
- 15 septembre : fondation de la Saint Joseph's University, université catholique située à Philadelphie. Elle a été fondée par la Compagnie de Jésus comme Saint Joseph's College.
- 17 septembre : traité de Fort Laramie[9]. Par ce traité, le gouvernement américain laisse le contrôle des grandes plaines aux Indiens et paye annuellement une somme de cinq mille dollars pendant cinquante ans en échange du droit de construire des routes et des forts sur le territoire indien ainsi que le libre passage des colons sur la piste de l'Oregon.
  - Réunions des chefs de tribus des Grandes Plaines à l’automne : ils réclament en vain le respect de leurs territoires.
- 18 septembre : fondation du New York Times.
- Automne : réunions des chefs de tribus des Grandes Plaines : ils réclament en vain le respect de leurs territoires.
- 9 octobre : fondation de l’American Geographical Society dans la ville de New York[12].
- 15-16 octobre : la National Women's Rights Convention ou « Convention annuelle des droits de femmes » a lieu à Worcester (Massachusetts), c'est une réunion politique qui vise à défendre l'obtention du droit de vote pour les femmes aux États-Unis. Une lettre de Pauline Roland et de Jeanne Deroin, féministes françaises emprisonnées, y est lue[13].
- 14 novembre : publication de Moby-Dick d'Herman Melville à New York, après avoir été publié le 18 octobre à Londres.
- 24 décembre : incendie à la Bibliothèque du Congrès.
- Fondation de la société Corning Glass Works.
- Fondation de la société Castle & Cooke qui deviendra la Dole Food Company.

## Naissances
- 17 janvier : Arthur Burdett Frost, né à Philadelphie et décédé le 22 juin 1928, est peintre, illustrateur et auteur de bande dessinée américain. Sa production graphique pléthorique en fait un des artistes graphiques américains majeurs des années 1880-1920.
- 8 février : Kate Chopin, auteure († 22 août 1904).
- 13 février : George Brown Goode (mort en 1896), ichtyologiste.
- 14 mars : John Sebastian Little était un homme politique américain né à Jenny Lind (Arkansas) et mort le 29 octobre 1916 dans un asile d'État de l'Arkansas. Il fut le représentant démocrate de l'Arkansas à la Chambre des représentants et gouverneur de cet État.
- 20 mai : Émile Berliner, né à Hanovre (Basse-Saxe) et mort à Washington (district de Columbia) le 3 août 1929, est un ingénieur allemand naturalisé américain.
- 5 juillet : William Brewster, ornithologue († 1919).
- 14 août : Doc Holliday, († 1887), dentiste, joueur et "as de la gâchette", célèbre pour sa participation au combat à Ok Corral en compagnie de Wyatt Earp.
- 10 décembre : Melvil Dewey (mort en 1931), bibliothécaire. Il a conçu un système de classement des livres, la classification décimale de Dewey.
- 30 décembre : Asa Griggs Candler, († 12 mars 1929) est un homme d'affaires américain qui a fait fortune après avoir acheté et développé Coca-Cola en 1887.

## Décès
- 27 janvier : Jean-Jacques Audubon (né en 1785), ornithologue, naturaliste et peintre américain d'origine française.
- 22 mai : Mordecaï Manuel Noah, né le 14 juillet 1785 à Philadelphie et décédé à New York, est un dramaturge, diplomate, journaliste et utopiste. Né dans une famille d'ascendance portugaise séfarade[14], il est le premier Juif né aux États-Unis à atteindre une notoriété nationale.
- 10 septembre : Le révérend Thomas Hopkins Gallaudet est né le 10 décembre 1787 à Philadelphie aux États-Unis et mort à Hartford dans le Connecticut aux États-Unis. Il fut l'un des premiers à s'intéresser à l'éducation des personnes malentendantes aux États-Unis.
- 11 septembre : Le révérend Sylvester Graham (°1794) est un pasteur presbytérien et diététicien, inventeur du pain Graham. Il a rédigé des essais qui ont influencé le mode de vie des adventistes du septième jour.
- 14 septembre : James Fenimore Cooper est un écrivain né à Burlington dans le New Jersey le 15 septembre 1789, mort à Cooperstown dans l'État de New York. Il est notamment l'auteur du livre Le Dernier des Mohicans.

#### Articles généraux
- Histoire des États-Unis de 1776 à 1865
- Évolution territoriale des États-Unis
- Ruée vers l'or en Californie

#### Articles sur l'année 1851 aux États-Unis
- Traité de Fort Laramie (1851)
- Drapeau des États-Unis